# Nodfaktor
Forkortelsen nodfaktor kommer af engelsk: Nodulation (Nod) factor = "knudedannelsesfaktor". Det er en gruppe af signalmolekyler, der produceres af specielle knoldbakterier, Rhizobia, når knolddannelsen på rødderne hos bælgplanterne skal indledes. Der opstår en symbiose, når bælgplanterne lukker bakterierne ind. Rhizobia producerer tilgængeligt kvælstof til planten, mens planten leverer sukker og andre svigtige stoffer til bakteriernes livsprocesser. Desuden producerer planten leghæmoglobin, som fjerner den ilt fra knoldens indre, som ville hæmme bakteriens brug af enzymet nitrogenase.